# Don Whittington
Reginald "Don" Whittington, född den 23 januari 1946 i Lubbock, Texas, är en amerikansk racerförare.
Don Whittington vann Le Mans 24-timmars 1979, tillsammans med sin bror Bill Whittington och Klaus Ludwig. Han körde även Indianapolis 500 fem gånger under 1980-talet. 